# 杀破狼II
《杀破狼II》（英語：SPL 2）是一部2015年香港动作驚悚片，2005年電影《殺破狼》續作，以及「殺破狼系列電影」第二部作品。本片由郑保瑞导演，李忠志担任动作指导，并由東尼嘉、吴京、任达华及张晋领衔主演；卢惠光、恭碩良、林嘉华及蔡瀚亿主演；古天乐特別演出。
香港、中国大陸、澳门、台灣于2015年6月18日上映。此片與前作一樣，都获得了香港电影金像奖最佳动作设计奖。

## 剧情
邪惡勢力猶如附骨之疽，滲透在這個看似健全的社會中。為將其連根拔起，正義唯有以暴制暴。一場關於韌性善惡、因果宿命的警匪戰鬥旋即展開。
洪文剛是個睿智隱忍、心狠手辣，喜歡操控別人的生死的人，他表面開設玩具貿易公司，實為跨國販賣人體器官犯罪集團的幕後主腦。他喪心病狂到不顧無辜市民已經懷有四個月身孕，仍令手下將其器官取出販賣。而泰國的一所監獄，就是隱藏的操控活人人體器官的供應市場。那裡的監獄長高晉，視獄犯生命如草芥，卻擁有一身好功夫，因洪文剛對他有救命之恩，便跟在他身邊與他一起謀財害命。
阿猜是個有正義感又有武功底子的好父親，他正和女兒莎在泰國的一家溜冰場玩耍。可是莎卻突然血流不止，原來莎患有血癌。莎的病情不容樂觀，但醫院又無法聯繫上捐獻人，並且醫院需對骨髓捐獻者的資料保密，阿猜只能偷偷潛入醫院資料房找到了捐獻人的聯繫電話。阿猜撥打了資料上的電話，遠在香港的志傑手機響了，但由於他正在戒毒所中戒毒,是以沒有注意到手機來電。原來志傑就是莎的骨髓捐獻人，但是阿猜還不知道。
阿猜為籌錢幫女兒治病被好友介紹來到監獄就職成為一名獄警，他遇到的第一個犯人就是正直勇敢，擁有一身好功夫的香港臥底探員陳志傑。高晉將其他犯人的資料塗改，使陳志傑變成了一個無期徒刑的囚犯。陳志傑妄圖逃離監獄，卻被阿猜制服。他大喊自己是警察，卻因為語言不通，換來的只是周圍囚犯的嘲笑。阿猜不懂志傑歇斯底里叫喊的到底是什么，但卻感覺到了這個犯人可能不同尋常。
原來陳志傑不惜成為一個癮君子，只為了潛伏在洪文剛所在犯罪集團。洪文剛從小身患重病，需要換同血型的心臟從而可以延續生命，而他的血型極為罕見，為了延續生命，他決定對自己的親生弟弟洪文標下手。性命攸關，洪文標得知後，決定離開香港，陳志傑和殺手們奉命前往阻截，他的直屬上司兼叔父陳國華前往碼頭暗中協助，最終一番惡鬥下，洪文標中槍被警方送往醫院搶救，而陳志傑意外暴露身份，手機被同夥扔下海，自己則被洪文剛手下帶往泰國監獄。
由於阿猜對志傑的真實身份生出許多疑惑，他詢問莎是否知道police的意思。莎幫助阿猜下載了一個手機軟體，經過軟體翻譯，阿猜得知志傑原來是香港警察。阿猜再次撥通捐獻者的手機號碼，這次終於有人接起了電話，因為對方說的是粵語，阿猜與他無法交流，阿猜想到了獄中的志傑會說粵語。阿猜利用莎為他下載的手機軟體與志傑交流，向他求助。在通話過程中，對方的手機突然出現故障，但志傑得知電話的那頭並非機主本人，那只是對方在大海中撿到的一隻手機。志傑將這一訊息告訴阿猜，阿猜倍感失落。
洪文剛用陳志傑要挾陳國華交出洪文標，陳國華想救志傑卻不向罪犯低頭，他私自將洪文標藏往熟人開設的私人診所。志傑假意自殺製造了監獄暴動，過程中，阿猜發現監獄中有女人和孩子，大感震驚。志傑趁機致電陳國華，雖來不及說話，陳國華卻從中查到志傑很有可能被關押在泰國監獄，他違抗命令私自獨自一人前往泰國。
莎亦從醫生處偷偷抄下了捐獻人的聯繫電話，她致電捐獻人，電話依舊無人接通。莎感到害怕，阿猜用植物種子來開導莎，莎終於重拾笑容。負責在私人診所看守洪文標的警員與妻子秘密通話，卻被陳國華的上司追蹤他的具體位置，洪文標的行蹤暴露。上司帶人前往私人診所的途中，被洪文剛手下的殺手跟蹤，以至於警察集體被重傷，洪文標亦被殺手帶走。
陳國華根據那個手機號碼找到了阿猜的好友，並買通他到監獄見到了志傑。過程中，被高晉發現。高晉用監獄中一個與莎同血型的女孩來對阿猜威逼利誘，讓他對陳國華動手，阿猜仍在猶豫。他的好友卻不願意阿猜錯過這個好機會，替阿猜重傷了陳國華。
撿到志傑手機的漁夫，將手機修好了，他發現有很多莎的未接來電，便回撥了過去。莎很興奮，但卻再次因為語言不通，漁夫掛斷了電話。高晉令阿猜二人將志傑與陳國華帶往人體器官交易市場，陳國華設法拿到了手銬的鑰匙。二人與販賣器官的犯罪分子展開了激烈的搏鬥。這時，阿猜終逃不過良心的呼喚，開著警車幫助志傑二人引開了犯罪分子。志傑幾人雖身受重傷，卻成功逃脫，阿猜則落入了敵人的魔掌。
莎與漁夫用表情符號來互相交流，漁夫得知莎患有血癌，而機主的骨髓能夠救她一命，漁夫將志傑的照片發給了莎。志傑與莎在醫院走廊相遇，他得知自己的骨髓可以救莎，但因為自己曾經吸毒，需要在成功戒毒三年後才能幫助莎進行骨髓移植手術，而莎最多只能再撐半年。
志傑抓住了洪文剛的手下，對他進行逼供後得知洪文標的下落，他一路跟蹤。洪文剛將洪文標帶到泰國一家醫院，準備進行心臟移植手術。志傑尾隨而來，制服了醫院的殺手並控制住了洪文剛。隨後，他與高晉視頻通話，讓他帶著阿猜來醫院。
護士在查房時，發現莎不見了蹤影。莎獨自一人走在街頭，想要找地方種下那盆曾給她希望的植物。高晉帶著手下和阿猜到達醫院，發現地上有一個背包。眾人以為是個炸藥包，手下小心翼翼打開之後卻發現只是一個面具。此時，志傑關閉了醫院的電燈。高晉提出用阿猜來交換洪文剛，志傑還未回答，手下便在黑暗中四處開槍。由於周圍的黑暗環境對志傑有利，志傑暫時占據了上風。阿猜也趁機擺脫了高晉手下的禁錮，與志傑並肩作戰。志傑告訴阿猜，自己就是他一直在找的那個可以救莎的香港人。高晉令手下打開電燈並關閉電梯，以讓戰鬥的主動權回到他們這邊。
洪文標醒來想用手術刀了結了洪文剛，卻被洪文剛用親情攻勢矇騙，在他轉身的一瞬間，被洪文剛用瓶子砸倒在地。莎帶著盆栽來到郊外，想將它種在這裡。醫院重見光明之後，雙方再次陷入緊張的鬥爭中。這場鬥爭的勝負不僅關乎個人性命，更是關乎邪是否能夠勝正。
阿猜與志傑再次占據上風，但高晉卻掏出了秘密武器：兩隻鋼針。他先是重傷了阿猜，又用志傑的身體打破了窗戶玻璃，將他踢了下去。千鈞一髮之際，阿猜及時趕到把高晉亦踹了出去，他拋出鎖鏈想要拉住志傑，卻被高晉抓住。志傑在危急時刻及時抓住了高晉的領帶，高晉被勒死過去。莎在郊外遇到了一匹狼，莎陷入了絕望。阿猜仍堅持抓著鎖鏈不願鬆手，為了志傑能夠救莎，也為了心中的公平正義。
多年後，莎平安長大成人。她來到故事開始的溜冰場，回想起多年前的一天，在落日的餘暉下，爸爸在郊外找到了自己，與自己緊緊相擁，而志傑就在不遠處含笑看著他們。她很感恩父親教會了自己面對心中的恐懼，同時心存希望。

## 演員
| 演员                      | 角色           | 备注 |
| 東尼嘉                    | 阿 猜          | 泰国北孔普雷监狱獄警 黃光之好友 莎之父 高晉之下屬，後反目                                                                                     |
| 吳 京                     | 陳志           | 警方臥底 陳國華之侄 莎的骨髓合適捐贈者 高晉、洪文剛之天敵                                                                                     |
| 任達華                    | 陳國華         | 西九龍重案組高級督察 陳志杰之叔父 高晉、洪文剛之天敵                                                                                          |
| 張 晉                     | 高 晉          | 泰国北孔普雷监狱獄長 泰國華僑 多年前被洪文剛所救 阿猜之上司，後反目 陳國華、陳志傑之天敵 最後和陳志傑雙雙摔出大樓時被陳志傑扯住領帶窒息而死。 |
| 古天樂 （特別演出）       | 洪文剛（洪爺） | 玩具貿易商人，實為拐人販賣內臟器官集團主腦 洪文彪之兄 高晉之救命恩人 於結尾死亡                                                               |
| 卢惠光                    | 黃 光          | 獄警 泰國華僑 阿猜之好友 莎之乾爹 （p.s.：除了擔任此片演員外，兼任此片的策劃人）                                                              |
| 恭碩良                    | 洪文彪         | 前仁科醫院麻醉師 洪文剛之弟 方詠琴之夫 |
| 林嘉华                    | 張振東         | 西九龍重案組高級警司 陳國華之上司 後被亞囝殺害                                                                                                |
| 蔡瀚亿                    | 郭俊一         | 西九龍重案組高級警員 陳國華之下屬 後被亞囝殺害                                                                                                |
| 艾 威                     | 大 口          | 陳國華之下屬 李大恩之朋友 後被亞囝殺害 |
| Unda Kunteera Yhordchanng | 莎             | 阿猜之女 患有白血病，於結尾痊癒 |
| 袁嘉敏                    | 方詠琴         | 洪文彪之妻 洪文剛之弟媳 被范勁雄槍殺 |
| 姜皓文                    | 范勁雄（黑熊） | 物流公司老闆，實為全東南亞最大走私生意龍頭之一，後被殺害。                                                                                    |
| 彭懷安                    |                | 洪文剛之手下，後被殺害。 |
| 何樂軒                    |                | 旅客 |
| 張 馳                     | 亞 囝          | 洪文剛之手下 最後被陳志傑弄斷左膀後死亡 |
| 周祉君                    | 周永成         | 張振東之下屬兼心腹 後被亞囝殺害 |
| 羅永昌                    | 李大恩         | 黑市醫生 大口之朋友 |
| 李漫芬                    |                | 懷孕少女 被洪文剛下令洪文彪、方詠琴、范勁熊拐往泰國監獄活取心臟而死                                                                           |

## 制作
盧惠光擔任策劃顧問。
泰国功夫明星托尼·贾加盟，他曾出演《拳霸》。

## 上映
《杀破狼》因暴力元素曾无缘中国大陆电影市场。《杀破狼II》于2015年6月18日在中国大陆、香港、台灣上映，6月25日在马来西亚、汶莱上映，7月2日在新加坡上映。

## 票房
中国大陆首周四天收获2.64亿人民币，次于《侏罗纪世界》列第二位，第二周入账1.98亿蝉联亚军，第三周收7500万列第四位，第四周入账2300万列第八位，累计5.6亿。
香港票房13,542,522。

## 奖项
| 年份 | 頒獎典禮                   | 獎項         | 獲提名           | 結果 |
| ---- | -------------------------- | ------------ | ---------------- | ---- |
| 2016 | 第22屆香港电影评论学会大奖 | 推荐电影     |                  | 獲獎 |
| 2016 | 第52届金马奖               | 最佳動作設計 | 李忠志           | 提名 |
| 2016 | 第35屆香港電影金像獎       | 最佳動作設計 | 李忠志           | 獲獎 |
| 2016 | 第35屆香港電影金像獎       | 最佳剪接     | David Richardson | 提名 |
| 2016 | 第35屆香港電影金像獎       | 最佳男配角   | 張晉             | 提名 |
| 2016 | 第20屆華鼎獎               | 最佳男配角   | 張晉             | 獲獎 |